# Gornja Draguša
Gornja Draguša (izvirno srbsko Горња Драгуша) je naselje v Srbiji, ki upravno spada pod Občino Blace; slednja pa je del Topliškega upravnega okraja.

## Demografija
V naselju živi 220 polnoletnih prebivalcev, pri čemer je njihova povprečna starost 46,5 let (46,5 pri moških in 46,5 pri ženskah). Naselje ima 106 gospodinjstev, pri čemer je povprečno število članov na gospodinjstvo 2,43.
To naselje je, glede na rezultate popisa iz leta 2002, večinoma srbsko, a v času zadnjih treh popisov je opazno zmanjšanje števila prebivalcev.
|  |

| Demografija | Demografija     | Demografija     |
| Leto        | Št. prebivalcev | Št. prebivalcev |
| ----------- | --------------- | --------------- |
|             |                 |                 |
|             |                 |                 |
|             |                 |                 |
|             |                 |                 |
| 1948        | 605             |                 |
| 1953        | 604             |                 |
| 1961        | 475             |                 |
| 1971        | 409             |                 |
| 1981        | 389             |                 |
| 1991        | 361             | 323             |
| 2002        | 275             | 258             |
|             |                 |                 |

| Etnična sestava po popisu iz leta 2002 | Etnična sestava po popisu iz leta 2002 | Etnična sestava po popisu iz leta 2002 | Etnična sestava po popisu iz leta 2002 | Etnična sestava po popisu iz leta 2002 |
| -------------------------------------- | -------------------------------------- | -------------------------------------- | -------------------------------------- | -------------------------------------- |
| Srbi                                   | Srbi                                   |                                        | 255                                    | 98,83%                                 |
| Jugoslovani                            | Jugoslovani                            |                                        | 1                                      | 0,38%                                  |
| Neznano                                | Neznano                                |                                        | 2                                      | 0,77%                                  |